# 希沙基區

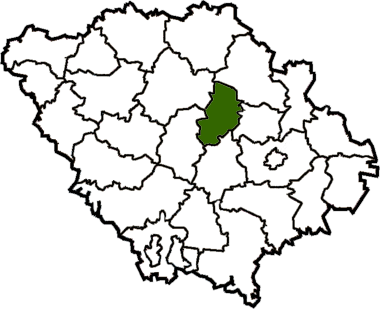

希沙基區（烏克蘭語：Шишацький район）是位於烏克蘭中部波爾塔瓦州的舊區，首府設於希沙基，並於2020年被撤銷。該區面積790平方公里，2015年人口20,524，人口密度每平方公里25.98人。